# Sydney Ringer
Pour les articles homonymes, voir Ringer.
Sydney Ringer, né en mars 1835 à Norwich en Angleterre et mort le 14 octobre 1910 à Lastingham dans le Yorkshire, est le scientifique britannique qui a créé le liquide de Ringer. Sa pierre tombale, ainsi que de nombreuses sources rapportent qu'il serait né en 1835, mais le registre baptistal de la Chapelle Baptiste de st. Mary confirme que sa naissance eut lieu en 1836.
Il est membre de la Royal Society.